# Panambi
Panambi é um município do estado do Rio Grande do Sul, no Brasil. Localiza-se a uma latitude 28º 17' 33" sul e a uma longitude 53º 30' 06" oeste, estando a uma altitude de 418 metros. Sua população estimada pelo Instituto Brasileiro de Geografia e Estatística (IBGE), em 2024, foi de 45.042 habitantes. Possui uma área de 491,570 km². Situa-se no Planalto Rio-Grandense. Sua população é composta majoritariamente de descendentes de alemães e italianos.
Possui um câmpus da Universidade Regional do Noroeste do Estado do Rio Grande do Sul, cuja reitoria se localiza em Ijuí. Em 2010, recebeu câmpus do Instituto Federal Farroupilha, com investimentos na ordem de R$ 5 milhões em prédios para a instalação de quatro cursos superiores gratuitos.
O município é conhecido pelas alcunhas de "Cidade das Máquinas" e "Vale das Borboletas Azuis". "Cidade das Máquinas" foi um apelido recebido em 1945, devido ao fato de Panambi ser o terceiro maior polo metal-mecânico do Rio Grande do Sul.

## Topônimo
"Panambi" é um termo tupi que significa "Vale das borboletas", através da junção dos termos panama (borboleta) e  'y  (rio).

## História

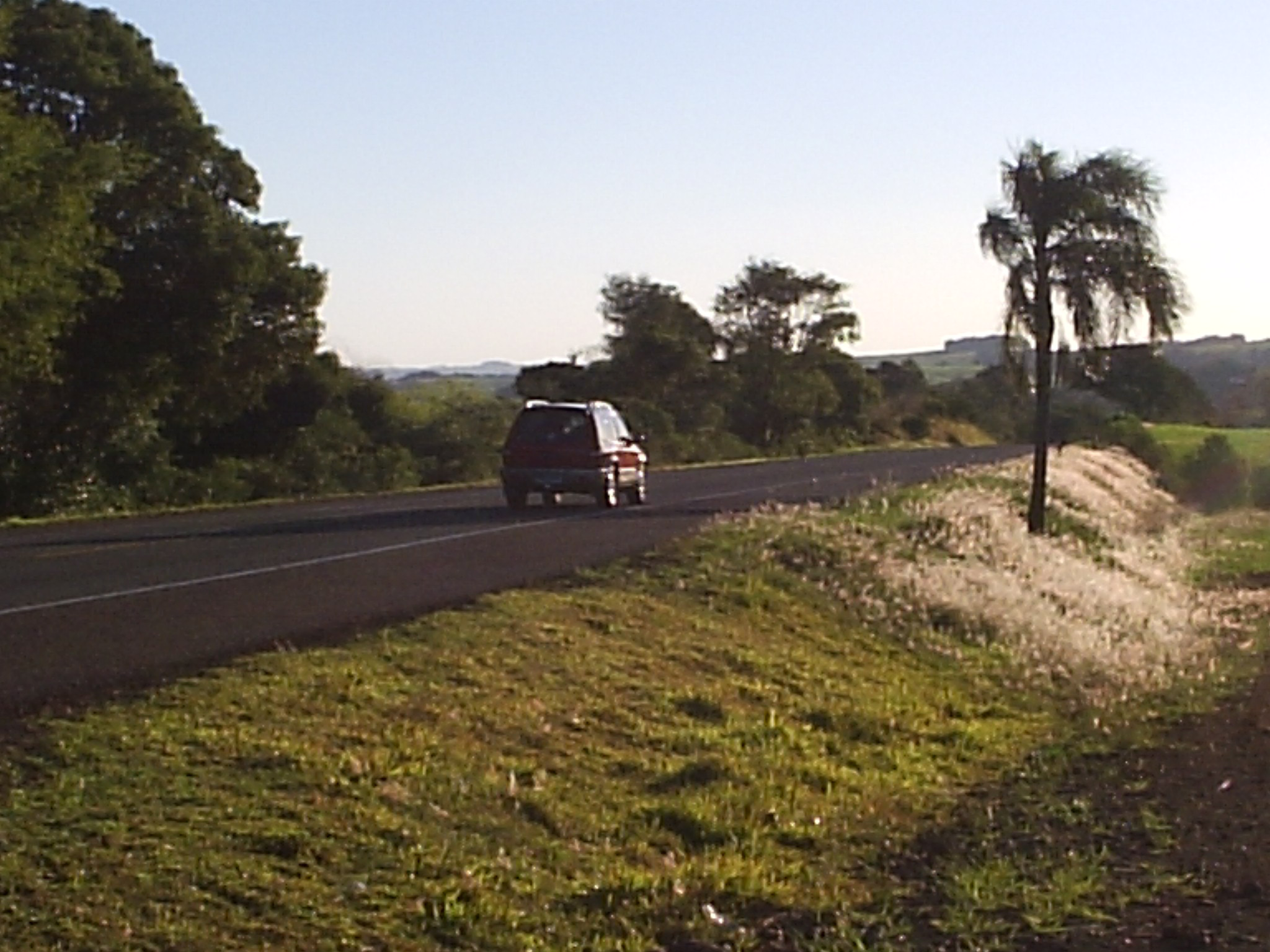
Trecho da rodovia BR-285 em Panambi

Até o advento dos colonizadores de origem europeia, a partir do século XVI, a região atualmente ocupada pelo município era habitada por índios guaranis e caingangues.
O território que hoje constitui Panambi fazia parte dos municípios de Cruz Alta e Palmeira das Missões. Antes da imigração de alemães e teuto-brasileiros, já viviam nessas terras cerca de 500 pessoas de origem brasileira.
O alemão Herrmann Meyer, em expedição ao Mato Grosso, tomou conhecimento, através de Carlos Dhein, da existência de terras férteis no Rio Grande do Sul. Em 1898, Meyer, através da Empresa Colonizadora Herrmann Meyer (que funcionou até o início dos anos 1950, quando faliu), comprou quase 2 mil hectares de terras do município de Cruz Alta. Pensava em trazer imigrantes de Württemberg, na Alemanha, projetando um reduto de alemães luteranos. A grande ocupação, porém, foi feita por teuto-brasileiros das antigas colônias de Estrela e Santa Cruz.
A política do governo brasileiro era de criar colônias mistas, fixando em um mesmo lugar pessoas de diferentes origens, como feito na vizinha Ijuí. No entanto, era permitida a ação de empreendedores individuais, o que abria caminho para colônias homogêneas como Panambi - nas propagandas, Meyer ressaltava que só aceitava colonos alemães, que possíveis "intrusos" já estariam se retirando da área e que havia poucos indígenas na região, nenhum na colônia. Meyer divulgou seu empreendimento na imprensa de língua alemã, primeiro na Alemanha e posteriormente nas "colônias velhas" e no Brasil como um todo. Em 1904, editou o “livreto” Ackerbaukolonien. Neu-Württemberg und Xingu in Rio Grande do Sul (Südbrasilien). Também utilizou-se de cartões postais, nas quais destacava suas semelhanças com a Alemanha.
Em 1899 foi fundada a colônia Neu-Württemberg ("Nova Vurtemberga"). Para promover os trabalhos de colonização, Meyer escolheu Dhein como administrador remunerado. Somente em 1919, após a Primeira Guerra Mundial, vieram para a região colonos naturais de Württemberg, com 178 famílias. Uma terceira onda de imigração envolveu luso-brasileiros na década de 1970.
Como empreendimento, porém, a colônia se mostrou vulnerável. Entre 1897 e 1900, a colonizadora teve um déficit maior do que o esperado. Houve, também, desvios de dinheiro feitos por Carlos Dhein, que resultou no rompimento da sociedade e sua quase falência.
Até 1908, pouco movimento aconteceu na colônia. Meyer decidiu terminar com seus negócios no Rio Grande do Sul, deixando a colônia para o Sínodo Rio-Grandense, o que não chegou a ser realizado.
Em 1901, a cidade de Neu Württemberg trocou sua denominação para Elsenau, em homenagem à esposa de Hermann Meyer, que se chamava Else. Em 1938, a cidade trocou seu nome para Pindorama. Em 1944, passou a chamar-se Tabapirã. No mesmo ano, adotou seu atual nome, Panambi. A região também chegou a ser conhecida como Salina, em referência a um conhecido morador, Francisco Manoel de Barros, que, no final do século XIX, possuía uma serraria e um engenho de farinha, além de vender sal, sendo chamado, por isso, de Chico Saleiro.
Em 1949 foi organizada uma comissão pela emancipação da cidade. A localidade, porém, não tinha o número suficiente de moradores, o que levou à ideia de incorporar a vizinha Condor, que pertencia a Palmeira das Missões. Condor, porém, não aceitou por entender que perderia território e arrecadação, começando uma propaganda negativa à iniciativa. Em 15 de dezembro de 1954, a cidade conseguiu sua separação de Cruz Alta e Palmeira das Missões.

## Religião
O projeto de colonização de Panambi baseava-se em três correntes do cristianismo: luteranos, batistas e católicos. Acreditava-se que haveria maior possibilidade de desenvolvimento econômico com uma colônia mais ou menos homogênea, aspecto para o qual Neu Württemberg se tornou referência positiva.
As igrejas luterana e batista estavam ligadas a imigrantes alemães e teuto-brasileiros e a católica a luso-brasileiros.
O Censo 2010 apontou que a divisão se mantém na cidade, com maioria evangélica seguido de católicos.

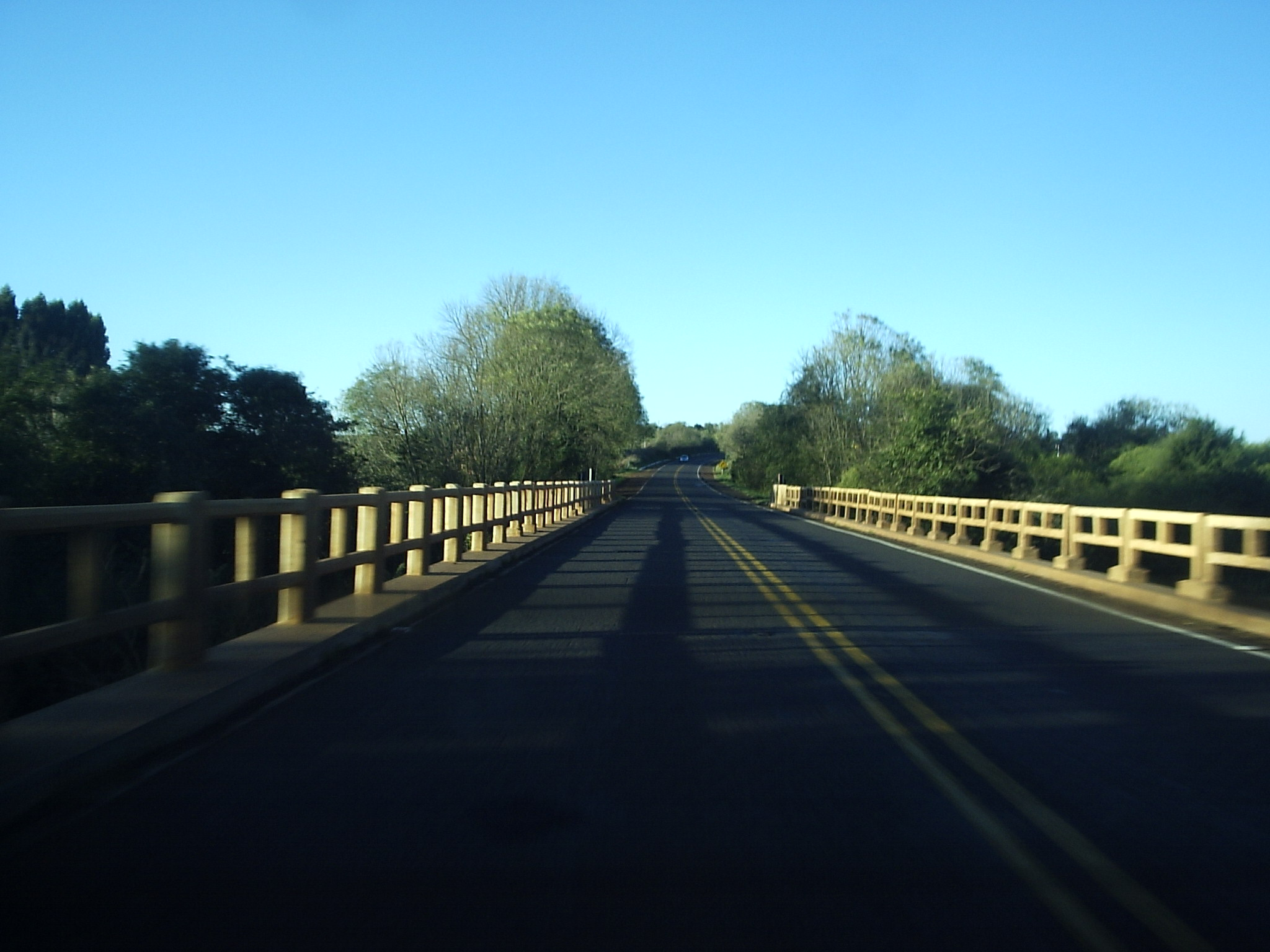
Ponte sobre o rio Caxambu

## Economia
Os imigrantes que povoaram Panambi tinham como principal ocupação a agricultura, mas também criaram ferrarias, usinas elétricas, moinhos. Entre as principais empresas da cidade estão a Cotripal, cooperativa fundada em 1957, a Kepler Weber (1925), Bruning (1947), Saur (1926) e Fockink (1947).
O fato do município ser o terceiro polo metalmecânico do Rio Grande do Sul na década de 1940 deve-se muito à fundação da Kepler Weber em 1925.